# Puchar Polski (województwo pomorskie) w piłce nożnej mężczyzn (2010/2011)
W sezonie 2010/2011 Puchar Polski na szczeblu regionalnym w województwie pomorskim uczestniczyło 16 drużyn (od 1/8 finału). Rozgrywki wyłoniły zdobywcę Regionalnego Pucharu Polski w województwie pomorskim i uczestnika na szczeblu centralnym Pucharu Polski w sezonie 2011/2012.
Zwyciężyła drużyna Gryf Wejherowo. Wygrała w dwumeczu finału 5:2 z drużyną Gryf 2009 Tczew. Pierwszy mecz finałowy odbył się 22 czerwca 2011 roku o godzinie 17:30, a rewanż odbył się 25 czerwca 2011 roku o godzinie 17:30.

## Drużyny biorące udział w rozgrywkach
- Jantar Ustka
- Gryf Słupsk
- Czarni Czarne
- Bytovia Bytów
- Wietcisa Skarszewy
- Gryf Wejherowo
- Pogoń Lębork
- Orkan Rumia
- Gryf 2009 Tczew
- Orlęta Reda
- Grom Kleszczewo
- Cartusia Kartuzy
- Relax Ryjewo
- Kaszubia Kościerzyna
- Olimpia Sztum
- Lechia II Gdańsk

## 1/8 finału
| Drużyna 1          | Wynik        | Drużyna 2            |
| 10 maja 2011       | 10 maja 2011 | 10 maja 2011         |
| ------------------ | ------------ | -------------------- |
| Jantar Ustka       | 0:3 (wo)     | Gryf Słupsk          |
| Gryf 2009 Tczew    | 4:4 (k. 5:3) | Orlęta Reda          |
| 11 maja 2011       |              |                      |
| Wietcisa Skarszewy | 0:3          | Gryf Wejherowo       |
| Pogoń Lębork       | 3:0          | Orkan Rumia          |
| Czarni Czarne      | 1:3          | Bytovia Bytów        |
| Grom Kleszczewo    | 0:0 (k. 4:2) | Cartusia Kartuzy     |
| Relax Ryjewo       | 1:6          | Kaszubia Kościerzyna |
| Olimpia Sztum      | 1:2          | Lechia II Gdańsk     |

## 1/4 finału
| Drużyna 1            | Wynik        | Drużyna 2        |
| 24 maja 2011         | 24 maja 2011 | 24 maja 2011     |
| -------------------- | ------------ | ---------------- |
| Kaszubia Kościerzyna | 3:2          | Lechia II Gdańsk |
| 25 maja 2011         |              |                  |
| Gryf Słupsk          | 0:2          | Bytovia Bytów    |
| Pogoń Lębork         | 1:2 (dogr.)  | Gryf Wejherowo   |
| Gryf 2009 Tczew      | 2:0          | Grom Kleszczewo  |

## 1/2 finału
| Drużyna 1       | Wynik          | Drużyna 2            |
| 1 czerwca 2011  | 1 czerwca 2011 | 1 czerwca 2011       |
| --------------- | -------------- | -------------------- |
| Gryf 2009 Tczew | 2:1            | Kaszubia Kościerzyna |
| 8 czerwca 2011  |                |                      |
| Bytovia Bytów   | 0:2            | Gryf Wejherowo       |

## Finał
| Drużyna 1                      | Wynik                          | Drużyna 2                      |
| Pierwszy mecz, 22 czerwca 2011 | Pierwszy mecz, 22 czerwca 2011 | Pierwszy mecz, 22 czerwca 2011 |
| ------------------------------ | ------------------------------ | ------------------------------ |
| Gryf 2009 Tczew                | 0:1                            | Gryf Wejherowo                 |
| Rewanż, 25 czerwca 2011        |                                |                                |
| Gryf Wejherowo                 | 4:2                            | Gryf 2009 Tczew                |

W dwumeczu Gryf Wejherowo wygrał 5:2 z Gryfem 2009 Tczew.

## Źródła
90 minut